# بنزوفينون إيمين
بنزوفينون إيمين هو مركب عضوي صيغته (C6H5)2C=NH. وهو سائل أصفر شاحب، يستخدم ككاشف في الاصطناع العضوي.

## التصنيع
يمكن تحضير البنزوفينون إيمين عن طريق التفكك الحراري لأكسيم البنزوفينون:
2 (C6H5)2C=NOH  →  (C6H5)2C=NH  +  (C6H5)2C=O
يمكن أيضًا تصنيع بنزوفينون إيمين عن طريق إضافة بروميد فينيل المغنيسيوم إلى البنزونتريل متبوعًا بتحلل مائي دقيق (لئلا يتحلل الإيمين):
C6H5CN  +  C6H5MgBr   →  (C6H5)2C=NMgBr
(C6H5)2C=NMgBr  +  H2O  →  (C6H5)2C=NH  +  MgBr(OH)
تُعرف هذه الطريقة باسم تخليق مورو-مينيوناك الكيتامين. وهناك طرق أخرى تتضمن تفاعل البنزوفينون والأمونيا.

## التفاعلات
يخضع البنزوفينون إيمين من نزع البروتونات باستخدام كواشف ألكيل الليثيوم.
(C6H5)2C=NH  +  CH3Li  →  (C6H5)2C=NLi  +  CH4
(C6H5)2C=NLi  +  CH3I  →  (C6H5)2C=NCH3  +  LiI
يمكن حماية الأمينات الأولية مثل إيمينات البنزوفينون، وتكون الأمينات المحمية مستقرة في الاستشرابية العمودية.
تتضمن عملية أمينة بوخوالد-هارتفيغ [الإنجليزية] اقتران الهاليد العطري والأمين لتكوين روابط نيتروجين-كربون بمساعدة المحفزات القائمة على البلاديوم. ويمكن استخدام بنزوفينون إيمين كمكافئ للأمونيا في مثل هذه التفاعلات.